# Liolaemus xanthoviridis
Liolaemus xanthoviridis este o specie de șopârle din genul Liolaemus, familia Tropiduridae, descrisă de José Miguel Cei și Scolaro 1980. Conform Catalogue of Life specia Liolaemus xanthoviridis nu are subspecii cunoscute.